# Newport (Wisconsin)
Newport es un pueblo ubicado en el condado de Columbia en el estado estadounidense de Wisconsin. En el Censo de 2010 tenía una población de 586 habitantes y una densidad poblacional de 10,87 personas por km².

## Geografía
Newport se encuentra ubicado en las coordenadas 43°36′25″N 89°42′27″O / 43.60694, -89.70750. Según la Oficina del Censo de los Estados Unidos, Newport tiene una superficie total de 53.93 km², de la cual 52.06 km² corresponden a tierra firme y (3.48%) 1.88 km² es agua.

## Demografía
Según el censo de 2010, había 586 personas residiendo en Newport. La densidad de población era de 10,87 hab./km². De los 586 habitantes, Newport estaba compuesto por el 96.76% blancos, el 0.17% eran afroamericanos, el 0.17% eran amerindios, el 0.85% eran asiáticos, el 0% eran isleños del Pacífico, el 1.02% eran de otras razas y el 1.02% pertenecían a dos o más razas. Del total de la población el 3.58% eran hispanos o latinos de cualquier raza.